# 31 Korpus Pancerny (ZSRR)
31 Korpus Pancerny odznaczony Orderem Czerwonego Sztandaru, Suworowa i Kutuzowa (ros. 31-й танковый Висленский Краснознамённый орденов Суворова и Кутузова корпус) – jednostka pancerna Armii Czerwonej z okresu II wojny światowej.
31 Korpus Pancerny (31 KPanc.) sformowany w 1943, i włączony w skład 1 Armii Pancernej. Po dotarciu na ziemie polskie uczestniczył m.in. w walkach o zdobycie Dukli, Częstochowy, Chorzowa, Bytomia i Gliwic, kończącymi panowanie reżimu III Rzeszy na ziemiach polskich.
Szlak bojowy 31 KPanc. prowadził spod Kurska przez: Krzemieniec, Janów Lubelski, Annopol, Duklę, Staszów, Stopnica, Częstochowa Bytom i Wrocław, a zakończył się w rejonie Opawy w Czechach.

## Dowództwo korpusu
Dowódcy: 
- gen. mjr Dmitrij Czernienko[2] (29.05.1943 - 18.08.1943†),
- płk Piotr Żidkow (19.08.1943 - 21.10.1943),
- gen. mjr Wasyl Grigoriew[6] (22.10.1943 - 07.01.1945)
- gen. mjr Grigorij Kuzniecow[5] (08.01.1945 - 11.05.1945)[1].

Szefowie sztabu:
- płk Iwan Pimienow (28.05.1943 - 10.07.1943),
- płk Piotr Żidkow (00.06.1943 - 00.12.1943),
- ppłk Władimir Gandybin (10.07.1943 - 15.09.1943),
- płk Iwan Waganow (do 08.10.1943),
- płk Nikołaj Wołodin (08.10.1943 - 00.06.1945)[1].

## Struktura organizacyjna
- 100 Brygada Pancerna,
- 237 Brygada Pancerna,
- 242 Brygada Pancerna,
- 65 Brygada Piechoty Zmotoryzowanej[1].